# Ochodaeus nurestanicus
Ochodaeus nurestanicus là một loài bọ cánh cứng trong họ Ochodaeidae. Loài này được Nikolajev năm Nikolayev miêu tả khoa học đầu tiên năm 1995.